# Capitole de l'État du Missouri
Le Capitole de l'État du Missouri est situé dans la ville de Jefferson City aux États-Unis.
Son dôme est surmonté d'une statue en bronze de Cérès, déesse de l'agriculture, des moissons et de la fécondité dans la mythologie romaine.
Il est l'œuvre de l'architecte Egerton Swartwout.